# Martín Alonso Muñoz
Martín Alonso Muñoz (Valladolid, 2 de diciembre de 1999) es un jugador español de rugby que se desempeña como ala, juega en el Colomiers Rugby de la Rugby Pro D2 de Francia y es internacional absoluto con la Selección Española, donde acumula 4 caps.

## Biografía
Martín Alonso empezó a jugar al rugby siendo un niño junto a su hermano, en el club local Valladolid RAC. Estudió allí y luego se incorporó al centro de formación del ASM Clermont Auvergne. Después de tres temporadas en Auvernia, se incorporó a la academia del Stade Rochelais. Aún jugando como juvenil, fue convocado a principios de 2020 para jugar con el equipo español XV y luego con el equipo de rugby siete durante dos torneos de la Serie Seven. Apreciado en la plantilla de La Rochelle, consiguió sus primeros partidos en el Top 14 a finales de 2020, en el partido contra la Section Paloise y su antiguo club, el ASM Clermont Auvergne. Luego lo convocaron para enfrentarse al Stade français. Pero su primera salida fue mal, fue sustituido en el minuto 28 de juego. Sin embargo, el equipo de La Rochelle decidió darle una segunda oportunidad contra el CA Brive. En esta ocasión anotó su primer try en el Top 14.
En diciembre de 2020 amplió su contrato con el Stade Rochelais hasta 2023. Habiendo jugado solo 20 partidos en tres temporadas con La Rochelle, bajó una división y se unió al RC Vannes en Pro D2 durante la temporada 2023. Firmó con el club bretón por un período de tres años.
En noviembre de 2024 fue cedido por una temporada al Colomiers Rugby, del Rugby Pro D2. Al final de la temporada el Colomiers anunciaría su fichaje con contrato hasta 2028.